# Семберах
Семберах – індонезійське газонафтове родовище, розташоване на сході острова Калімантан.
Семберах відноситься до нафтогазового басейну Кутей, виникнення якого передусім пов’язане із виносом осадкового матеріалу потужною річкою Махакам. Родовище відкрили у 1974 році дещо північніше від сучасної дельти Махакам. Під час подальшої розвідки на Семберах у відкладеннях епохи міоцену виявили численні нафтові та газові поклади, які знаходяться на глибинах від 300 до 3000 метрів. 
Видобуток на Семберах стартував у 1990-му і досягнув добових піків в 1995-му з показником у 14,7 тисяч барелів нафти та 2000-му із видобутком газу на рівні 5,1 млн м3. Далі видобуток почав стрімко падати і станом на кінець 2000-х з родовища отримували лише 0,7 млн м3 газу на добу. Втім, введення у розробку південного та північного блоків дозволило на певний час підняти видобуток до 2 млн м3 на добу.
Станом на 1995-й на родовищі пробурили 59 свердловин (з яких 4 виявились «сухими»). У другій половині 2010-х тут вже було споруджено 110 свердловин, при цьому з Семберах вилучили 21 млрд м3 газу та 62 млн барелів нафти.
Видача природного газу з Семберах відбувається через газотранспортний коридор Бадак – Бонтанг, траса якого проходить поряд з родовищем.
У середині 2000-х також уклали угоду на постачання блакитного палива з Семберах для ТЕС Танджунг-Бату, для чого треба було прокласти трубопровід довжиною 16 км. Втім, цей план так і не реалізували.
З 1995 року розробку родовища вела компанія PT Energy Mega Persada Semberah (EMP Semberah), а у 2015-му ці права перейшли до індонезійської державної нафтогазової компанії Pertamina.